# Dendrobium platygastrium
Dendrobium platygastrium är en orkidéart som beskrevs av Heinrich Gustav Reichenbach. Dendrobium platygastrium ingår i släktet Dendrobium, och familjen orkidéer. Inga underarter finns listade i Catalogue of Life.